# San Ángel (Ciudad de México)
San Ángel es un pueblo originario de México en la alcaldía Álvaro Obregón, al sur de la Ciudad de México, asociado estrechamente por motivos históricos, urbanísticos y funcionales a los barrios de Tizapán, Chimalistac, Altavista, y Tlacopac. Su nombre actual proviene del colegio de San Ángel Mártir, el cual fue fundado por la orden carmelita, siendo su principal monumento histórico; es actualmente un museo de arte colonial.
San Ángel y su entorno son célebres por su historia, monumentos y arquitectura civil y religiosa, así como por sus museos, plazas, calles y fiestas tradicionales. Alberga uno de los mercados de arte popular más importantes del país, así como un gran número de galerías de arte. Desde 1856 es la sede de la Feria de las Flores.
En 1934 San Ángel obtuvo la Declaratoria de Pueblo Típico Pintoresco; y en 1987 un decreto presidencial lo declaró zona de monumentos históricos.

## Localización
San Ángel se halla al suroeste del Valle de México. Al poniente se inician las primeras estribaciones de la Sierra de las Cruces; al sur, se encuentra el pedregal de San Ángel, resultado de la erupción del Xitle. Inicialmente era una zona boscosa, de clima frío templado y húmedo, abundante en aguas, rodeado de huertas, de otros pequeños pueblos y malpaíses. La densa urbanización contemporánea ha modificado el clima, haciéndolo más cálido y seco. Está atravesado por el río Magdalena, actualmente entubado en este trayecto.
La actual colonia San Ángel forma parte de la alcaldía Álvaro Obregón. Limita al norte con las colonias Guadalupe Inn y Campestre, al poniente con Tlacopac, San Ángel Inn y Progreso Tizapan, al sur con Loreto y al oriente con las colonias Chimalistac, Hacienda de Guadalupe Chimalistac y Agrícola.
El Código Postal de la zona es 01000 y conforma la sección 10-192 del Instituto Electoral del Distrito Federal. Sus principales vías de acceso son la Avenida Revolución (Eje 4 Poniente) y la Avenida de los Insurgentes, sobre la que se encuentran las estaciones La Bombilla y Doctor Gálvez del Metrobús. La estaciones más cercanas del Metro son Miguel Ángel de Quevedo de la línea 3 y Barranca del Muerto de la línea 7, del Metro.
Existen terminales del transporte público concesionado en el Paradero las Palmas (calle Doctor Gálvez), en Avenida Revolución (frente al Mercado de las Flores) y en la esquina de Avenida Revolución y el Eje 10 Sur Río Magdalena.

## Historia
En la región de San Ángel existía un pequeño asentamiento indígena tepaneca llamado Tenanitla ("en el muro de piedra", en náhuatl), también denominado Tenantitlan o Atenantitlan, dependiente primero del altépetl o señorío de Coyohuacan y luego, en la colonia, del gobernador y república de indios de lo que pasó a llamarse Coyoacán.

Los dominicos, establecidos en el convento de San Juan Bautista de Coyoacán, fundaron hacia 1535 una ermita o pequeña capilla en Tenanitla con la advocación de la Virgen del Rosario, para enseñanza de la doctrina de los indios, que funcionaba como “visita”. En 1596 la capilla fue dedicada a San Jacinto de Cracovia o de Polonia. Iniciaron también la construcción de un convento, concluido en 1602.

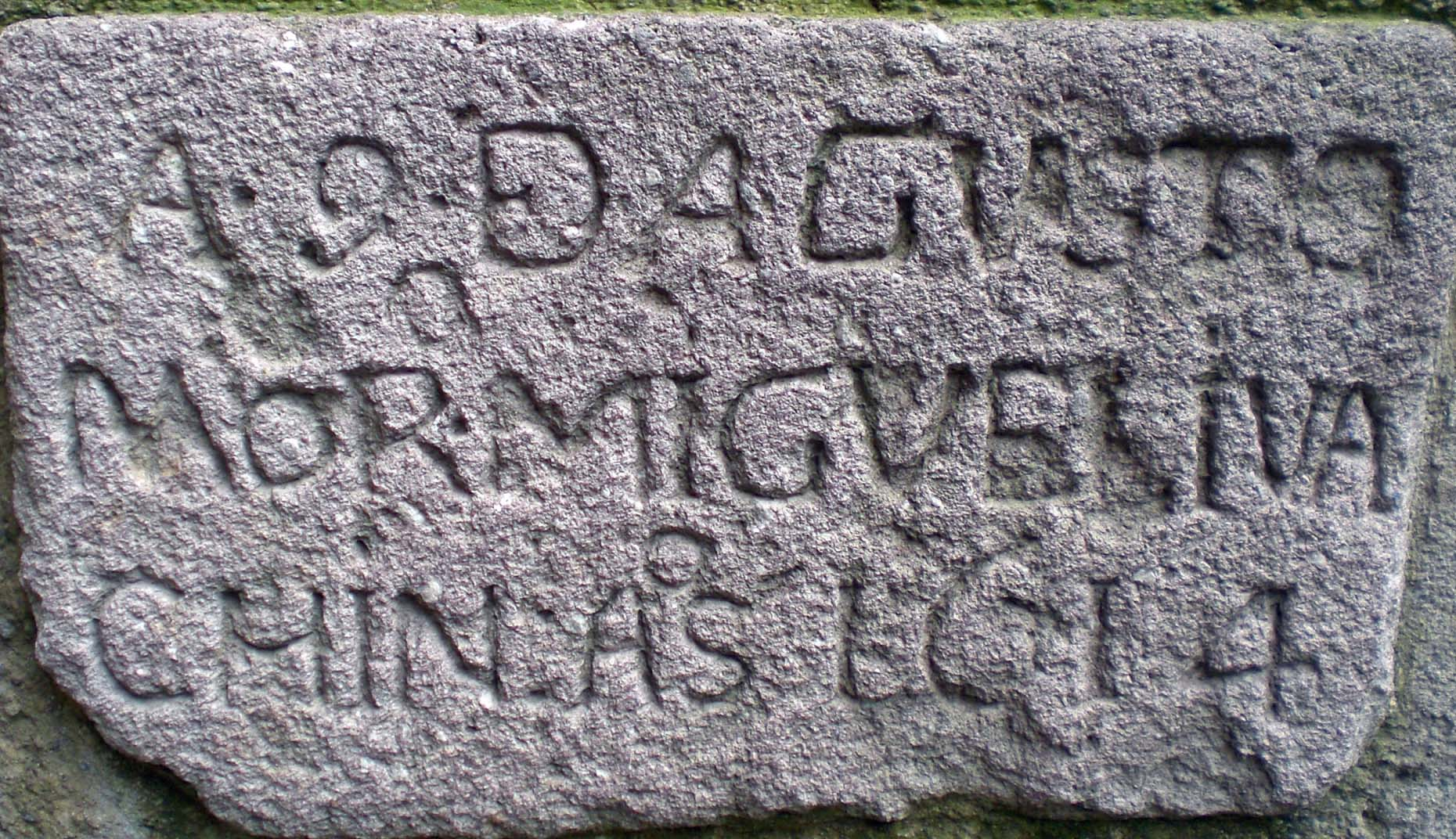
Inscripción en el templo de San Jacinto

Posteriormente, un noble indígena cedió terrenos a la orden carmelita para establecerse junto a Chimalistac. El renombrado arquitecto de esta orden, fray Andrés de San Miguel, construyó a partir de 1615 el Colegio de San Ángel Mártir y a partir de 1624 la iglesia de la misma advocación. Los frailes crearon una enorme y renombrada huerta cercada en todo su perímetro, que ocupaba gran parte de la actual colonia Chimalistac; tenía gran cantidad de árboles frutales y obras hidráulicas que aprovechaban las aguas del río Magdalena. Las celebraciones que hasta la fecha se realizan en este barrio encuentran sus raíces en esa labor de los carmelitas.
En 1565 el segundo marqués del Valle estableció aquí un molino de trigo llamado Miraflores, que posteriormente pasó por diversos propietarios hasta que en el siglo XVIII se convirtió en una fábrica de papel nombrada “Nuestra Señora de Loreto”.

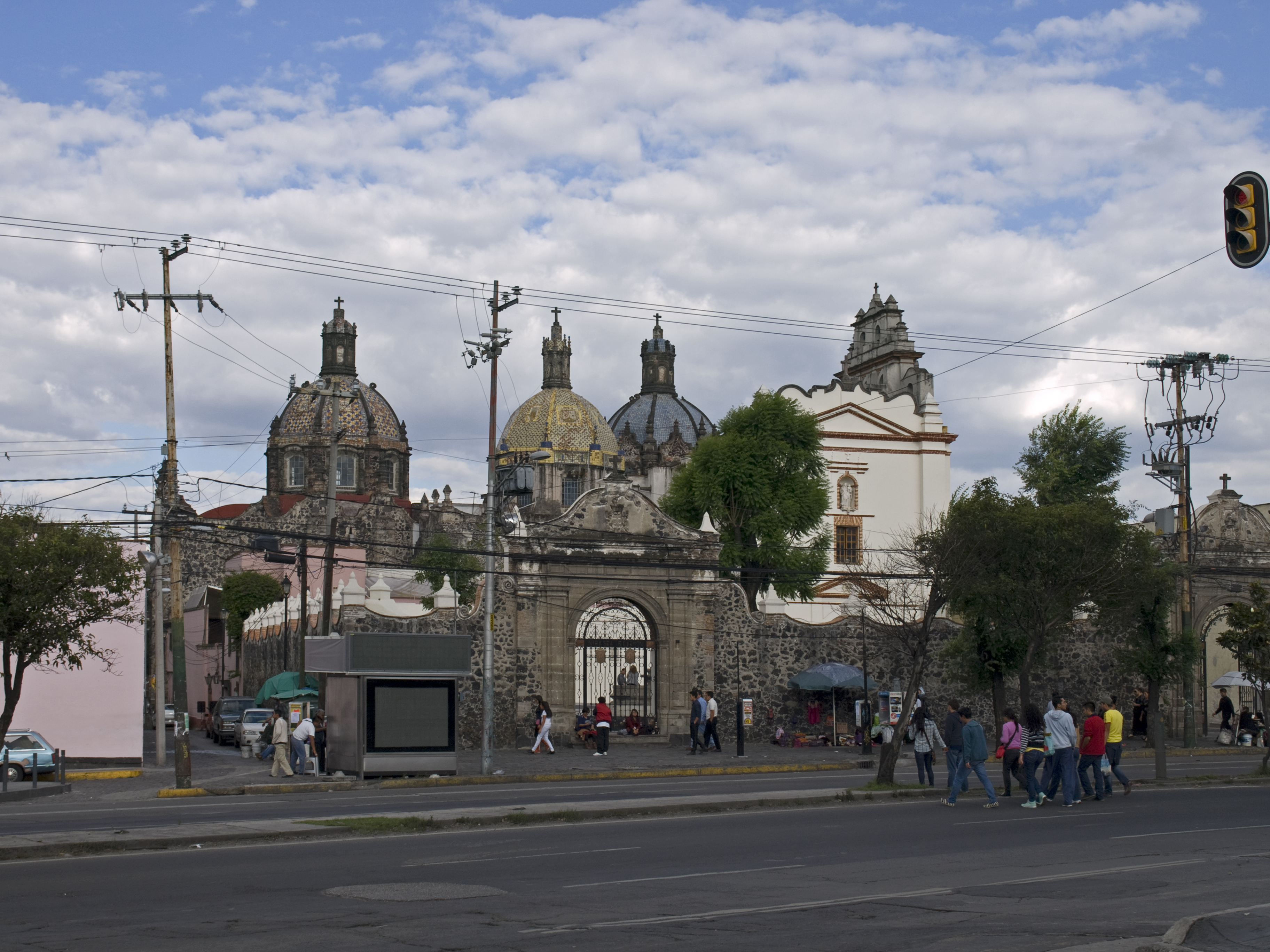
Iglesia de El Carmen

A fines el XVIII y a lo largo del XIX San Ángel se hizo popular como paseo y zona campestre. Algunos personajes construyeron residencias que hoy son patrimonio histórico, en los alrededores de la iglesia de San Jacinto.
El decreto de expulsión de españoles de 1828 afectó significativamente a la orden carmelita, porque la mayor parte de sus integrantes tenían ese origen. En 1833, las reformas liberales de Valentín Gómez Farías mermaron las rentas del colegio.
El 12 de septiembre de 1847 fueron ejecutados en la plaza de San Jacinto 71 soldados irlandeses y alemanes del Batallón de San Patricio, que lucharon en el Ejército Mexicano durante la guerra de intervención estadounidense. Una placa en dicha plaza recuerda su memoria en una antigua casona (Plaza San Jacinto 15) donde actualmente se halla la galería de arte Tocamadera. El Colegio fue ocupado por las tropas norteamericanas, lo cual acarreó la destrucción de partes del edificio, el saqueo de muchos de sus bienes, así como la tala y quema de árboles en la huerta.
El colegio carmelita fue clausurado por las Leyes de Reforma. En razón de la Ley Lerdo, las tierras y el edificio fueron vendidos o se los apropiaron diversos particulares, excepto una parte que fue empleada como cárcel y cuartel.
En 1874 Manuel Payno consiguió que el Colegio fuese entregado al ayuntamiento de San Ángel. No obstante, porciones importantes del edificio fueron vendidas a un particular en 1891 tras la destrucción de otras, como consecuencia de la prolongación del Ferrocarril del Valle hasta el pueblo de Tizapán.
Las nuevas necesidades de comunicación y transporte llevaron en 1866 a la construcción de una línea de ferrocarril entre la Ciudad de México y San Ángel. El ferrocarril fue sustituido después, por problemas técnicos, por un tranvía tirado por mulas, hasta que en 1900 se estableció un servicio impulsado por energía eléctrica, que circuló hasta 1979. Aprovechando el trazo de la vía férrea, se abrió la calzada San Ángel (posteriormente, avenida Revolución).
Desde la segunda mitad del siglo XIX y durante el porfiriato se vivió un proceso de industrialización, sobre todo con fábricas textiles en el corredor industrial que aprovechaba la fuerza hidráulica del río Magdalena en Tizapán y Magdalena Contreras, y que se sumaban a la antigua fábrica de papel de "Nuestra Señora de Loreto". Al norte de esta papelera se construyeron viviendas para obreros que aún subsisten (1a. a 4a. cerradas de Altamirano), y que son valiosos testimonios de la arquitectura popular. En 1905 ocurrió un gran incendio en esta fábrica de papel. Albert Lenz adquirió la propiedad y estableció en el lugar la Fábrica de Papel Loreto y Peña Pobre, que operó exitosamente desde 1928.
En 1906 se fraccionaron los terrenos de la antigua huerta carmelita para crear la colonia residencial Huerta del Carmen, actualmente Chimalistac.

A principios del siglo XX, casi la cuarta parte de la población de San Ángel estaba compuesta de obreros. Las relaciones de trabajo y la defensa del salario provocaron conflictos, protestas y algunas huelgas. Los trabajadores formaron sindicatos, apoyaron al maderismo y durante la revolución algunos se integraron a los Batallones rojos.

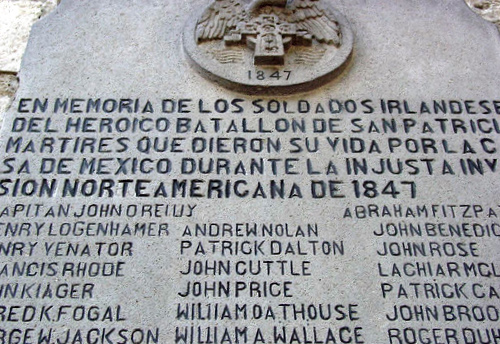
Placa conmemorativa en homenaje al Batallón de San Patricio

Posteriormente San Ángel cobró fama cuando el 17 de julio de 1928, en el restaurante La Bombilla, fue asesinado el presidente electo de la República, general Álvaro Obregón.
En 1929 se creó formalmente el Museo de El Carmen, con las obras que aún se conservaban del antiguo Colegio carmelita.

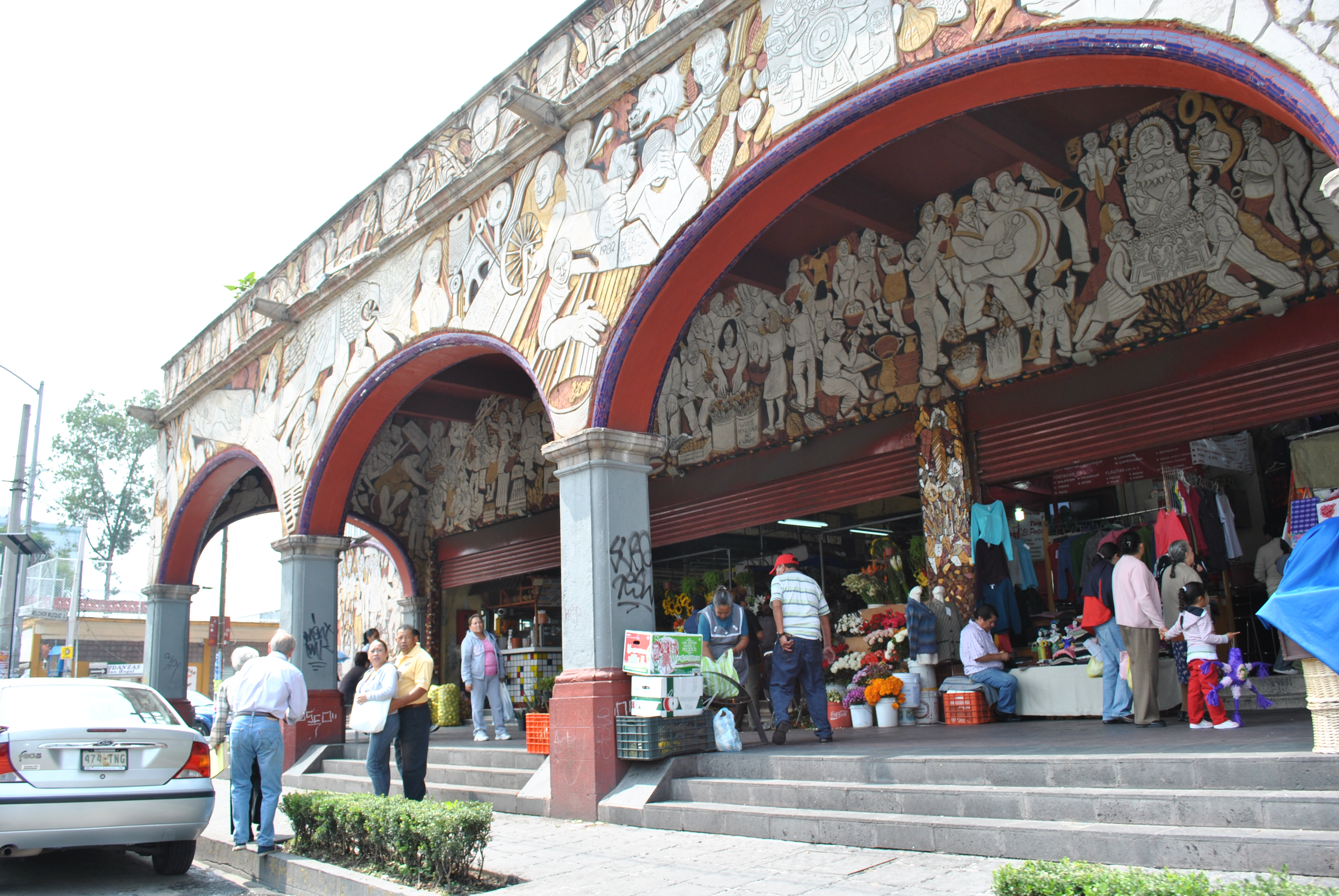
Mercado de San Ángel

La zona estuvo relativamente aislada del resto de la ciudad hasta los años 50. Antes de eso, ir a la Ciudad de México era un largo viaje el que se hacía en el tren o el tranvía que pasaba por Mixcoac. A partir de estos años ocurrió un proceso paulatino de urbanización hasta integrar a la población con la ciudad, con la consiguiente aparición de servicios públicos (notablemente, la escuela primaria pública "Doctor Porfirio Parra", en 1921), comercios y transportes.
Entre 1950 y 1962 se construyó, en el Pedregal de San Ángel, la Ciudad Universitaria de la Universidad Nacional Autónoma de México, con lo cual se abrió la vialidad hacia el sur y a la carretera a Cuernavaca.
En 1952 el trazo de la avenida Revolución dividió en dos partes a la población, al destruirse gran parte del atrio de la iglesia del antiguo colegio carmelita. En 1955 la extensión de la avenida de los Insurgentes separó San Ángel de lo que habían sido las huertas del colegio en Chimalistac, fragmentando lo que había sido una unidad histórica y arquitectónica.
En los años ochenta la maquinaria de la Fábrica de Papel Loreto y Peña Pobre se trasladó a Tlaxcala, y su edificio quedó abandonado durante años, hasta que fue convertido en un centro comercial que cuenta con un foro abierto donde se realizan distintas actividades de entretenimiento y culturales. Aquí se encuentra asimismo uno de los dos sitios del Museo Soumaya (1994).
Actualmente San Ángel es un centro residencial, comercial, de comunicaciones, sitio de dependencias gubernamentales y uno de los principales atractivos turísticos de la Ciudad de México.

## Gobierno
El asentamiento indígena de Tenanitla pertenecía al altépetl o señorío de Coyohuacan. Luego, en la colonia, San Ángel pasó a depender del gobernador y república de indios de Coyoacán. Formaban entonces parte del Marquesado del Valle de Oaxaca.
A raíz de la independencia, San Ángel se convirtió en un municipio, perteneciente al Estado de México (cuya capital, entonces, se hallaba en San Agustín de las Cuevas la villa de Tlalpan), que extendía su jurisdicción por lo que es la actual alcaldía, Álvaro Obregón.
Con la aprobación de la Constitución de 1857, San Ángel pasó a ser un municipio, adscrito a la prefectura del Sur del Distrito Federal, con capital en Tlalpan.
Durante el periodo del Imperio el Distrito Federal se convirtió en la Municipalidad de México, dividida en cinco partidos, uno de los cuales fue San Ángel (1861) 
En 1928 la municipalidad se convirtió en el Gobierno Central del Distrito Federal, dividido en delegaciones políticas, entre ellas San Ángel. En 1932 esta delegación pasaría a ser Villa Obregón y luego (1970) Álvaro Obregón.

## Patrimonio arquitectónico civil

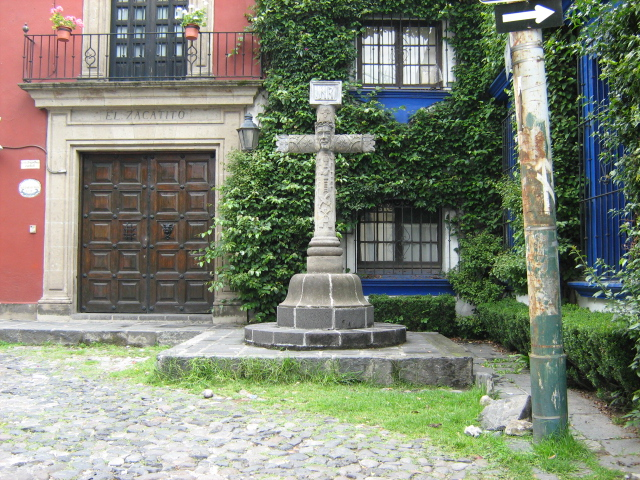
Casa tipo colonial en San Ángel

El valor arquitectónico de esta zona es incalculable. Poco a poco se va perdiendo conforme la modernidad avanza, pero por lo general se ha mantenido una gran cantidad de espacios y edificios representativos de estilos barroco, neoclásico y neocolonial, así como variados ejemplos de arquitectura popular.
Los rasgos principales de esta zona son sus monumentos, plazas, calles angostas y empedradas, las casas de uno o dos pisos, generalmente de ladrillo o pintadas con colores vivos, con balcones a la avenida, con enredaderas y puertas adornadas así como las pequeñas plazas.
Entre la arquitectura civil destacan las residencias, llamadas localmente "casonas":
| Nombre                                      | Imagen | Descripción |
| ------------------------------------------- | ------ | --- |
| Casa del Mayorazgo de los Fagoaga           |        | (Plaza del Carmen, 25). Residencia del siglo XVIII, actualmente de estilo neoclásico. Perteneció a Francisco Fagoaga, rico mercader de plata y apartador de oro y plata de la Nueva España. Sus descendientes formaron posteriormente el marquesado del Apartado, con un mayorazgo. La casa fue después propiedad del virrey Alonso Núñez de Haro y Peralta. |
| Centro Cultural San Ángel                   |        | (avenida Revolución esquina Francisco I Madero). La estructura original fue parte del colegio del Carmen. A mediados del siglo XIX fue derrumbada casi en su totalidad para construir el Palacio Municipal de San Ángel, obra del arquitecto Luis G. Anzorena; se terminó de construir en 1887. En 1952 se decidió demolerla para crear las nuevas oficinas de la alcaldía Álvaro Obregón y ensanchar la calle; el arquitecto fue Enrique Aragón Echegaray, quien también edificó el Monumento a Obregón. El 23 de junio de 1987 el edificio se destinó a albergar este centro cultural, inaugurado el 29 de enero de 1988. Alberga el Teatro López Tarso. |
| Casa del obispo Madrid                      |        | En el corazón de San Ángel (esto es, la Plaza de San Jacinto) específicamente en la calle Juárez número uno. Habitaba Joaquín Fernández de Madrid y Canal, conocido como el obispo de Tenagra. El lugar, construido en 1631, hasta la fecha sigue en buenas condiciones. Este bello lugar fue nombrado patrimonio histórico el 15 de junio de 1932, incluso fue reconocido como una de las casas más valiosas en términos artísticos de la Ciudad de México. Actualmente, la casa mantiene pocas partes de la construcción original, ya que fue construida en adobe hace más de trescientos años. Con el paso del tiempo, la casa fue habitada por diferentes inquilinos, los más reconocidos: Antonio López de Santa Anna, el poeta José Zorrilla y el historiador José María Agreda. Hoy en día la casa es conocida como la Galería de arte popular, llena de artesanías hechas por autores mexicanos. Dichos autores se eligen bajo concursos que se organizan para poder colocar el arte dentro de este patrimonio cultural. |
| Casa de Chucho el Roto, o de Los Dos Patios |        | Es una casona de fines del siglo XIX, frente a la Plaza del Carmen, construida por el filántropo Francisco de Urquiaga. Es de un estilo neoclásico que fue popular en el porfirismo. La leyenda refiere que sirvió de guarida al famoso bandido Jesús Arriaga, conocido como Chucho el Roto. El otro nombre con el que se la conoce se debe a que tenía dos patios, el principal con el jardín y habitaciones, y otro destinado a carruajes y caballerizas. Fue restaurada para albergar la Biblioteca de las Revoluciones de México. |
| Casa de la Plaza de los licenciados         |        | (calle Juárez esquina con Árbol). Perteneció a Luis Montes de Oca. Su portada era originalmente la de la capilla del Hospital Real de Naturales de la Ciudad de México; fue salvada de la demolición por el arquitecto Vicente Mendiola, quien la reubicó aquí en 1934. |
| Casa de la Marquesa de Selva Nevada         |        | (calle Hidalgo esquina con Reina). Es una amplia construcción del siglo XVIII que destaca por la hornacina de estilo mudéjar, con ajaracas, con un remate barroco, en la ventana más próxima a la esquina. |
| Casa Blanca                                 |        | (Hidalgo 13) perteneció a los condes de Oploca; se asemeja al de las casas campestres del siglo XVII. En su fachada ostenta un borroso escudo de armas. Después de la huerta del Convento del Carmen, su huerta era la más grande de San Ángel. En 1847, durante la invasión estadounidense, alojó a las tropas invasoras; asimismo, en fue ocupada por las tropas invasoras durante la segunda intervención francesa en México. A mediados del siglo XIX la habitó el juez José del Villar Bocanegra, quien la facilitó para que sirviera como cuartel a un destacamento del emperador Maximiliano I de México. Posteriormente, pasó a manos de una congregación de monjas, y después fue vendida una y otra vez hasta llegar en 1902 a ser propiedad del señor Willian Lucien Morkil. |
| Casa del Risco                              |        | Es una construcción del siglo XVII que fue residencia de varios personajes de la historia de México. Durante el gobierno del general Antonio López de Santa Anna se convirtió en cuartel debido a la invasión estadounidense. Más adelante pasó a formar parte de un hospital que sirvió al Batallón de San Patricio, formado por soldados irlandeses que defendieron al pueblo mexicano de las tropas invasoras. Una de las atracciones la constituye una fuente adornada con tableros de azulejos y recipientes de porcelana y loza china en su mayoría, todo dentro del estilo barroco, con figuras de peces y sirenas. En 1933, Isidro Fabela Alfaro adquirió la Casa del Risco. En 1958 la donó al pueblo de México, y actualmente es el Centro Cultural Isidro Fabela, que alberga una biblioteca, el Archivo Histórico y una hemeroteca. También cuenta con un auditorio, donde se realizan actividades académicas y culturales.                                                                                          |
| Casa azul                                   |        | (plaza San Jacinto 20 bis), es una vieja casona de finales del siglo XVIII. Entre la década de 1960 y 1970, allí estuvo la legendaria Escuela Inglesa (Primaria y Secundaria). Actualmente alberga a El Carmen, galería de arte, cuyos expertos realizaron su restauración. |
| Otros lugares de interés                    |        | - Casa de los delfines - Casa del Mariscal de Castilla - Casa Jaime Sabines |

Por otro lado, existen calles donde predomina la vivienda popular tradicional, como en la calle General Aureliano Rivera. Sobre Avenida Revolución y Avenida Insurgentes se han construido edificios de gran altura, de uso residencial, corporativo y comercial, como la Torre Murano (Avenida Insurgentes Sur 2453). Hay asimismo oficinas gubernamentales, como el Consejo de la Judicatura Federal (Avenida Insurgentes Sur 2417).

## Patrimonio arquitectónico religioso

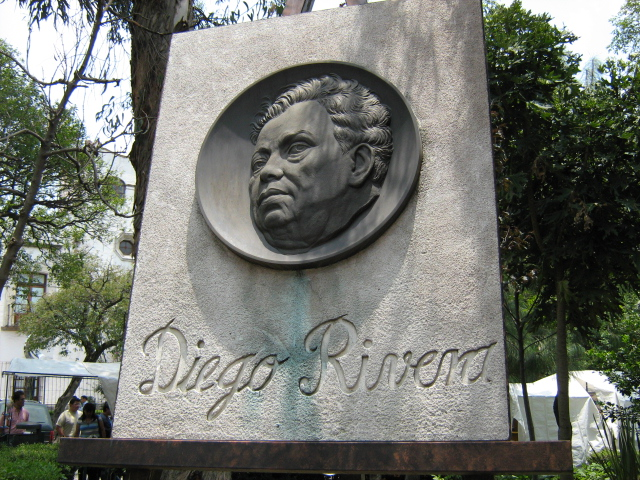
Monumento a Diego Rivera en la Plaza de San Jacinto.

#### Ex Colegio de San Ángel Mártir
El Ex Colegio de San Ángel Mártir, más conocido como "de El Carmen" guarda una gran cantidad de secretos, cuya relevancia no solo se debe a la antigüedad de sus orígenes, sino al impacto que esta propiedad tuvo para toda la zona sur de la Ciudad de México e incluso para el país entero.
La historia se remonta al siglo XVII, cuando los frailes carmelitas adquirieron varios terrenos en las inmediaciones del Río Magdalena, que según algunas estimaciones, estarían comprendidos dentro de las actuales avenidas Copilco, Revolución y Avenida Universidad, y abarcarían la totalidad de la Colonia Chimalistac, enlazando de esa manera dos de las poblaciones más importantes del sur de la ciudad, Coyoacán y San Ángel. En esta extensa propiedad, gracias a la visión de fray Andrés de San Miguel, se realizó una importante obra de infraestructura hidráulica que mediante presas, aljibes y canales, aprovechaba el cauce del río Magdalena para dotar de agua a los más de 13 000 árboles frutales que se encargaban de cultivar los frailes y algunos vecinos de la zona. La importancia de las huertas, aumenta si consideramos que de ella se abastecía la mayor parte de los mercados de la ciudad, y es aún mayor al conocer que fue en estas fértiles tierras donde se aclimataron varias especies de árboles hasta entonces desconocidas en nuestro país, como los manzanos, los perales, algunas especies de fresnos e incluso cedros del Líbano. Asimismo, en el extremo poniente de la huerta se edificó un templo que fue ampliado para albergar un colegio, un hospital y las habitaciones de los religiosos.
La fundación no fue del agrado de los fundadores del templo de San Jacinto, los dominicos, que en varias ocasiones se opusieron a la presencia carmelita y desarrollo del Colegio.
El Colegio alcanzó una riqueza e influencia tal que la gente dejó de llamar San Jacinto Tenanitla a la población, para denominarla San Ángel. El nombre ha perdurado hasta nuestros días aunque el Colegio en 1634 pasó a recibir la advocación de Santa Ana.
En el aspecto artístico, el excolegio del Carmen destaca por la riqueza de las obras que preserva como óleos de varios destacados personajes del virreinato y varios artículos religiosos, así como una cripta detalladamente decorada donde descansan las momias de algunos influyentes personajes de la zona en el pasado. De especial importancia es su arquitectura que consta de una iglesia con un magnífico altar barroco y tres cúpulas cubiertas por la exquisita cerámica de Talavera. En los terrenos de la antigua huerta se edificaron varios puentes y ermitas, que seguían el mandato de la orden carmelita de construir pequeñas capillas de oración apartadas del claustro del colegio para que los frailes pudieran retirarse a la soledad y meditar. Varias de estas edificaciones sobreviven y pueden apreciarse en la actualidad. Existe asimismo una cripta donde pueden observarse momias, resultado de un proceso de deshidratación natural.

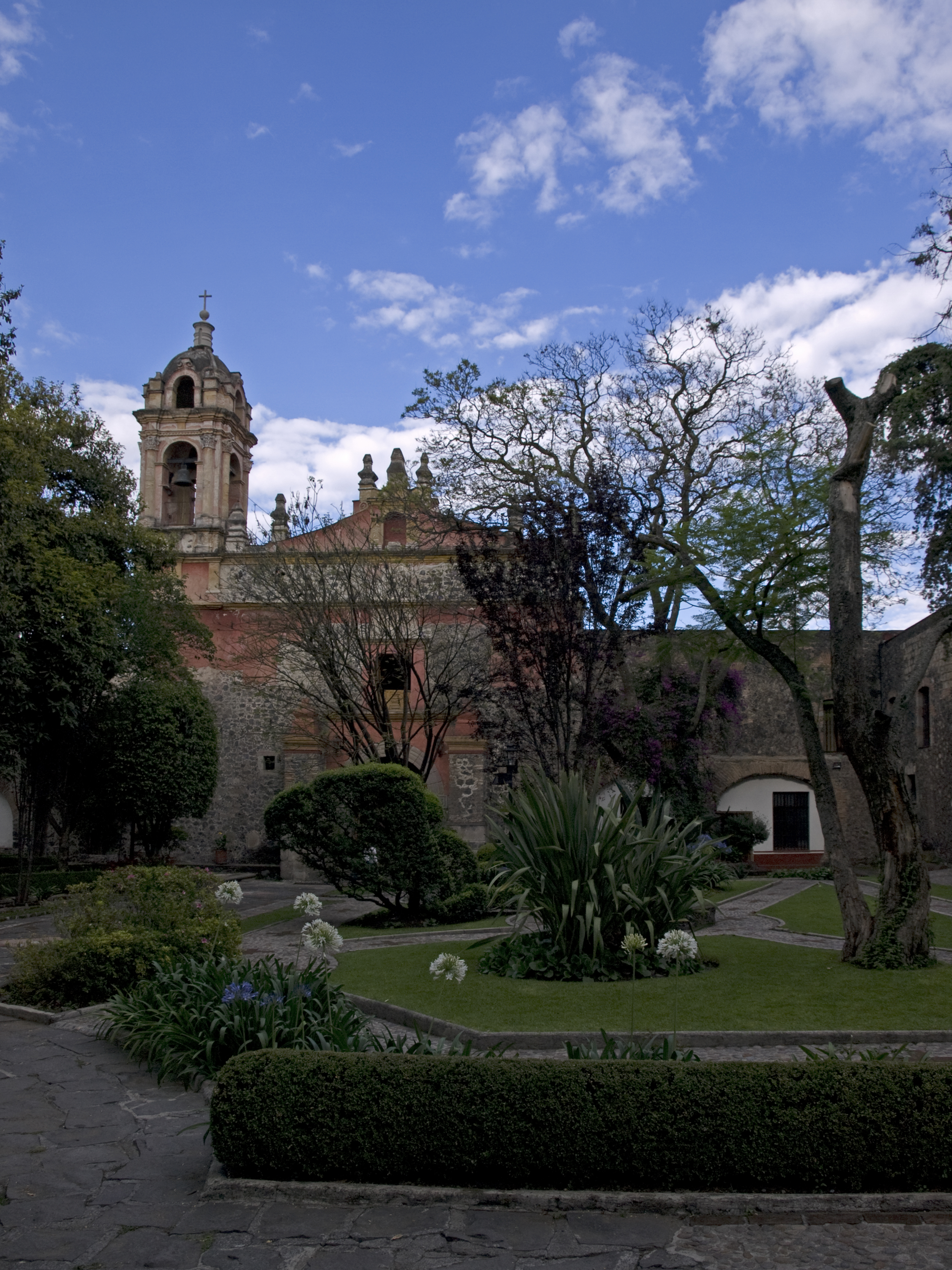
Parroquia de San Jacinto

Parte del conjunto monumental del ex Colegio es la actual Antigua Casa del Agua (avenida Revolución 1747). Aquí se hallaba el aljibe (del que se conserva la parte superior, con dos arcos de acceso y un frontón), un estanque (del que se aprecia todavía la fuente con brocal de cantera y un surtidor en forma de venera), con deambulatorios y el Pórtico de Recreación (actual fachada), construido en el siglo XVIII. La casa quedó separada del colegio al procederse a la extensión de avenida Revolución. Es patrimonio histórico desde 1972. Hoy aloja a la Casa de Cultura Jaime Sabines.

#### Templo de San Jacinto
La construcción de este templo, uno de los más antiguos de la Ciudad de México, inició a mediados del siglo XVI, al ser fundada una pequeña ermita por los frailes dominicos. En 1580, dicha ermita fue elevada a la categoría de iglesia y sus funciones se separaron de las del Templo de San Juan Bautista de la cercana villa de Coyoacán, también fundada por dominicos. Estos frailes además instalaron varios obrajes que aprovechaban las caídas de agua cercanas a San Ángel para activar las máquinas hiladoras. Esta iglesia cuenta con una gran y austera nave, propia de las construcciones de la época, que contrasta con el colorido de los hermosos jardines de su atrio, en el que se puede encontrar una de las primeras cruces labradas en México, en la cual se mezclan elementos cristianos y paganos interpretados desde el punto de vista y con la tradición artística de los pueblos prehispánicos. Fue declarada monumento histórico el 6 de septiembre de 1932 con el nombre de parroquia de Villa Obregón
Frente a la iglesia se halla la plaza de San Jacinto, donde se extiende la venta de artesanías del Bazaar del Sábado.

## Ferias, mercados y actividad comercial
San Ángel es sede desde 1856 de la Feria de las Flores, que tiene lugar en el mes de julio. Tuvo como origen la celebración de la Virgen del Carmen, cada 16 de julio. Actualmente incluye muestra gastronómica y diversas actividades culturales y recreativas, que tienen como centro el Parque de la Bombilla. Fue declarada en 2013 como Patrimonio Cultural Intangible de la Ciudad de México.

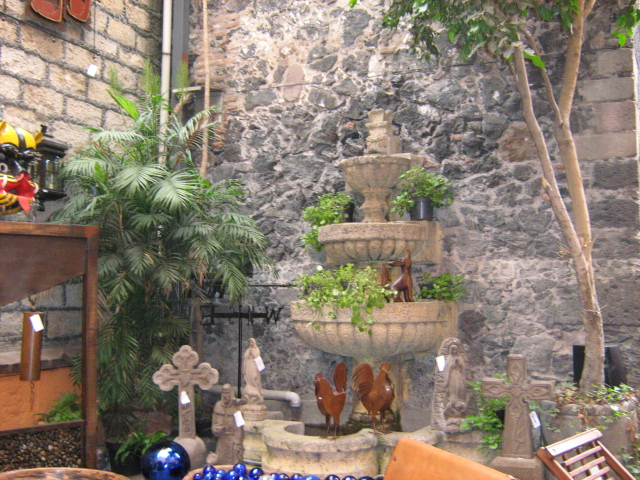
Artesanías en la plaza de San Jacinto

El mercado Melchor Múzquiz está ubicado sobre la avenida Revolución. Fue inaugurado el 12 de noviembre de 1958. Cuenta con puestos de alimentos, de artesanías y de abasto popular. Este mercado de gran tradición fue remodelado en 2008 con un mural realizado por Ariosto Otero, que retrata la historia del comercio e incluye rostros de personajes que han contribuido a la cultura actual de México.

El tradicional Mercado de las Flores, donde pueden encontrarse gran variedad de flores y arreglos florales, está ubicado asimismo sobre avenida Revolución.Aristo

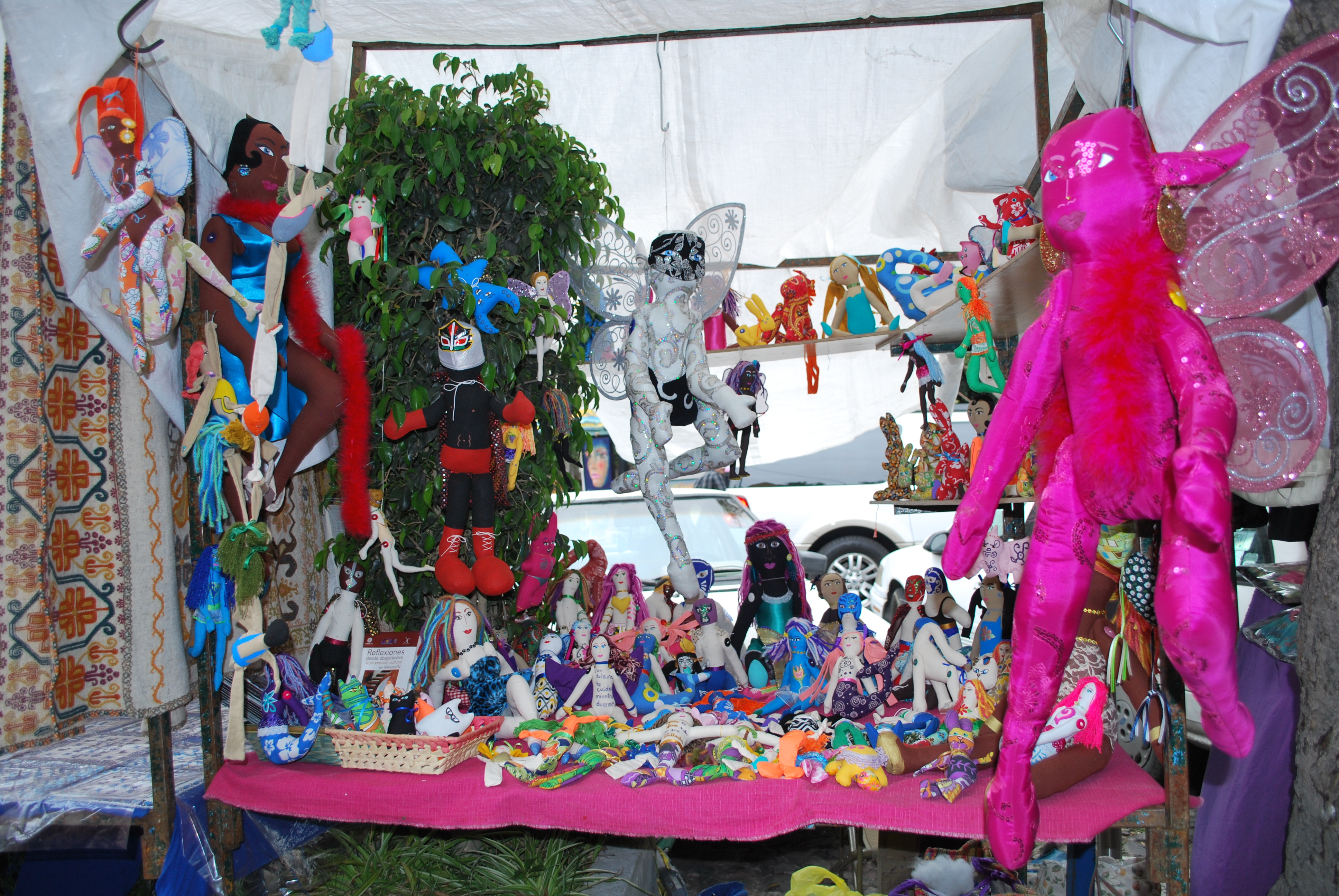
Puesto de muñecas de Ana Karen Allende en el mercado de los sábados

San Ángel, se han constituido en una zona comercial importante, con una gran cantidad de restaurantes, boutiques, tiendas de muebles, librerías, etc. Parte de estos negocios está enfocada a los consumidores de alto poder económico y se ha establecido a lo largo de la avenida Altavista.
El Bazaar Sábado, fundado en 1960 frente a la plaza San Jacinto, se dedica principalmente a la exposición y venta de arte y artesanía nacional e internacional en dicho día, con gran atractivo turístico. Estas actividades comerciales se extendieron a las plazas San Jacinto y Tenanitla, y generaron el desarrollo de restaurantes y otros servicios en las calles aledañas.
En la exfábrica de papel Loreto y Peña Pobre, se estableció el centro comercial Plaza Loreto; otro centro comercial es Patio Revolución (Avenida Revolución 1837).

## Actividad cultural

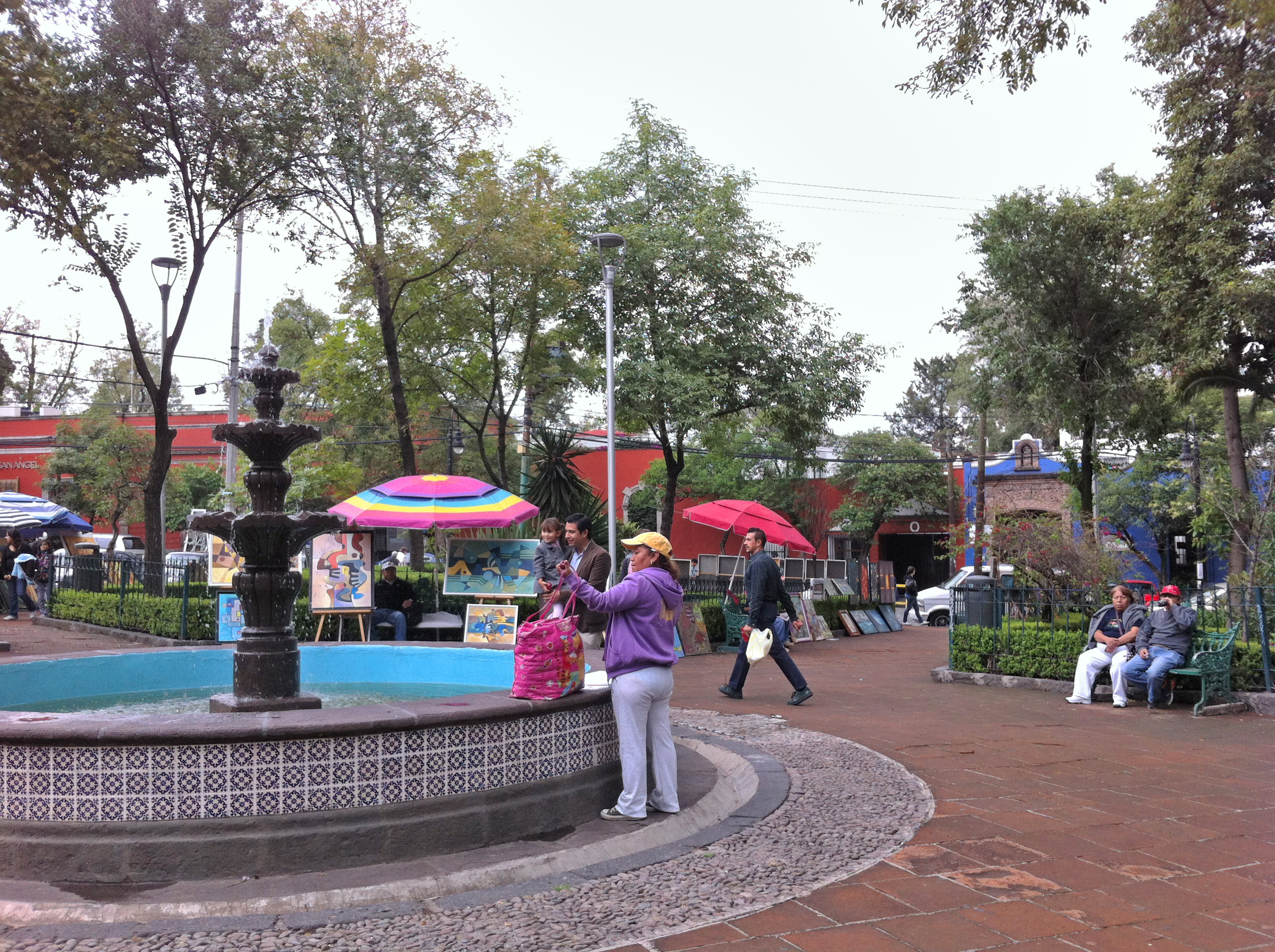
El Jardín del Arte en la Plaza del Carmen, punto de venta de obras de pintores.

En esta zona se hallan el ya mencionado Museo de El Carmen, que muestra una de las pinacotecas coloniales más importantes de México, teniendo como exhibición permanente "El Silencio de los Carmelitas", el Museo Soumaya y el Museo de Arte Carrillo Gil.
Asimismo, cuenta con el Instituto Nacional de Estudios Históricos de las Revoluciones de México (con la Biblioteca de las Revoluciones de México), situado en una antigua casona de la plaza del Carmen, que presenta conferencias y presentaciones de libros, la Casa de la Cultura Jaime Sabines, donde se ofrecen conciertos y talleres artísticos recreativos; el Centro Cultural San Ángel, que presenta numerosas exposiciones, con el teatro López Tarso; el Centro Cultural Isidro Fabela, con un auditorio, donde se realizan actividades académicas y culturales; el foro abierto de Plaza Loreto, con talleres y conciertos.
Existen asimismo algunas librerías y salas cinematográficas (Pabellón Altavista, Patio Revolución y Plaza Loreto). Los sábados y domingos se instala un Jardín del Arte en la Plaza del Carmen, y los sábados en la Plaza de San Jacinto, realizándose también conciertos populares en su foro, junto con otras actividades culturales intermitentes, como muestras gastronómicas, bailes y exposiciones.

## San Ángel como Patrimonio Cultural
En 1934 San Ángel obtuvo la Declaratoria de Pueblo Típico Pintoresco; y en 1987 un decreto presidencial lo declaró zona de monumentos históricos.
El 5 de agosto de 2010 se publicó en la Gaceta Oficial del Gobierno del Distrito Federal el decreto en el que se declara al conjunto urbano-arquitectónico (barrios, callejuelas, callejones, plazas, jardines, conjuntos religiosos, casas, entre otros) del antiguo pueblo de San Ángel, incluyendo Tizapán, San Ángel Inn, Altavista, Campestre y Tlacopac, como Patrimonio Cultural Tangible de la Ciudad de México y al conjunto de expresiones culturales que en él se manifiestan (festividades, manifestaciones artísticas, ferias populares, procesiones, exposiciones de arte entre otras) como Patrimonio Cultural Intangible; dicho decreto entró en vigor el 6 de agosto de 2010. El decreto establece (art. 4) que para contribuir a la preservación, protección y promoción del patrimonio cultural tangible, la Secretaría de Cultura del Gobierno del Distrito Federal y la Delegación Álvaro Obregón contribuirán a la preservación, protección y promoción de este patrimonio cultural tangible y un programa cultural de fomento.
La declaratoria se efectuó gracias a las asociaciones de vecinos que señalaron que San Ángel es poseedor de un legado histórico que pertenece a todos los mexicanos.
Asociaciones de Vecinos de San Ángel y colonias aledañas se han opuesto reiteradamente a varios proyectos de desarrollo inmobiliario y comercial en las avenidas principales.

## Residentes que habitan y/o han habitado la zona
- José luis Cuevas
- Francisco Martin Moreno
- Ignacio Morales Lechuga
- Fanny Cano
- Rita Macedo
- Isidro Fabela
- Pedro Luis Ogazon (pianista, 1873-1929)
- Carlos Prieto
- Hugo Iriart[22]
- Ramón Xirau
- Gabriel García Márquez
- Alejandro Marti
- Xavier López "Chabelo"
- Juan Rulfo
- Silvia Pinal
- Joaquín Fernández Madrid y Canal
- Teodoro González de León[23][24]